# Johnstones lori
Johnstones lori (Saudareos johnstoniae synoniem: Trichoglossus johnstoniae) is een papegaaiachtige die alleen voorkomt in de Filipijnen. Deze vogel is genoemd naar Britse aviculturist Marion Johnstone vanwege haar verdiensten op het gebied van het kweken van papegaaien. 

## Kenmerken
Johnstones lori is een relatief kleine lori waarvan de mannetjes en vrouwtjes op elkaar lijken. Een volwassen exemplaar van T. j. johnstoniae heeft een groene bovenzijde. Het voorhoofd, de veren rond de snavel en de keel zijn oranje-achtig rood. De snavel is oranje. Er loopt een donkerbruine tot paarse streep van de ogen tot achter in de nek. De ogen zijn donkerbruin. De borst en buik zijn groenachtig geel met aan de uiteinden van de veren wat groen. De onderzijde van de staart is geelachtig groen verlopend van groen bovenaan tot geel onderaan. De poten zijn donkerblauw tot grijs. Een juveniel heeft minder rood op de kop en de streep bij de ogen stopt direct achter de ogen.
Deze soort wordt inclusief staart 18 centimeter en heeft een vleugellengte van 10,5 centimeter.

## Leefgebied
Johnstones lori komt voor in montane bos van 1000 meter tot 2500 meter. Ze leven alleen, in paartjes of in groepjes. Volgens de IOC World Bird List zijn er geen ondersoorten.

## Voortplanting
Er zijn Johnstones lori's waargenomen met vergrote gonaden van februari tot en met april. Van het nest of de eieren van deze soort in het wild is niets bekend.

## Status
Deze lori heeft een beperkt verspreidingsgebied en daardoor is de kans op uitsterven aanwezig. De grootte van de populatie werd in 2016 door BirdLife International geschat op 1500 tot 7000 individuen. Hoewel de ontbossingen in de meer bergachtige delen minder grootschalig zijn, wordt op de lange termijn ook voor deze vogels gevreesd voor habitatverlies. Daarnaast is de vogel gewild als kooivogel en worden er dieren gevangen. Om deze redenen staat deze soort als gevoelig op de Rode Lijst van de IUCN.